# 冀體
冀體（1560年—？），字肖甫，號洺環，河南彰德府武安縣人，軍籍，明朝政治人物。

## 生平
萬曆十三年（1585年）乙酉科鄉試三十九名舉人，萬曆十四年（1586年）聯捷丙戌科會試二百三十一名，登三甲第一百四十六名。户部观政，十月任山東滋陽縣知縣。十八年丁父憂歸，服闋，十九年四月補峄县，十一月调歷城縣。二十一年选授福建道監察御史，巡视芦沟桥。极论首辅赵志皋不可不去位，降三级为山西布政司照磨，林材、李文熙等交章救之，明神宗怒，抗辞不屈，被斥为民。累荐不起，卒于家。天启三年（1623年）追赠光禄寺少卿。

## 著作
著有《見山堂诗稿》、《枕流清话》、《甲午建事》藏于家。

## 家族
曾祖冀友；祖父冀仲舉；父冀恩榮，曾任儒官。母武氏；繼母郝氏。具庆下。兄冀述（廪生）。